# Vreni et Rudi
Vreni et Rudi sont un duo de chanteurs suisses.

## Biographie
Vreni Bieri, née le 16 juin 1956 à Wetzikon, commence à chanter et yodler très jeune. Elle obtient le rôle-titre dans une comédie musicale et se fait connaître. En 1987, elle fait sa première apparition à la télévision allemande. La même année, elle sort son premier disque. Elle épouse Rudi Margreiter, guitariste et chanteur du groupe « Original Alpenland Quintett ». Il le quitte pour se consacrer à une carrière avec son épouse.
En 1989, le duo connait son premier succès[réf. nécessaire], Maroni, Maroni, Maroni. Ils sont les invités d'émissions de télévisions pour interpréter de la « Volkstümliche Musik ». Le duo participe de nombreuses fois au Grand Prix der Volksmusik.
Le 27 avril 2005, Rudi Margreiter met fin à ses jours à Ottikon. Vreni entamera une carrière solo.

## Source de la traduction
- (de) Cet article est partiellement ou en totalité issu de l’article de Wikipédia en allemand intitulé « Vreni und Rudi » (voir la liste des auteurs).